# Clifford Hillhouse Pope
Pour les articles homonymes, voir Pope (homonymie).
Clifford Hillhouse Pope est un herpétologiste américain, né le 11 avril 1899 à Washington (Géorgie) et mort le 3 juin 1974 à Escondido.

## Biographie
Il entre à l’université de Géorgie en 1917 puis passe en 1919 à celle de Virginie où il obtient son Bachelor of Sciences en 1921. Il participe comme herpétologiste à une expédition de cinq ans en Chine (1921-1926) organisée par Roy Chapman Andrews (1884-1960) de l’American Museum of Natural History. Il explore d’abord le nord de la Chine, la Mongolie et le désert de Gobi. Il y découvre les premiers œufs connus de dinosaures. Entouré uniquement de chinois, il maîtrise bien leur langue. Il explore alors le sud de la Chine. Il constitue d’importantes collections où elles commencent à être décrite par Karl Patterson Schmidt (1890-1957).
À son retour aux États-Unis, il fait paraître de nombreuses publications où il décrit les espèces récoltées ainsi que des articles destinés au grand public. En 1928, il devient conservateur assistant à l’American Museum of Natural History au sein du département d’herpétologie. Pope fait paraître The Reptiles of China en 1935 et, cette même année, est élu président de l’American Society of Ichthyologists and Herpetologists. Il perd son poste de conservateur, sans doute à cause d’un conflit de personnalité avec son directeur Gladwyn Kingsley Noble (1894-1940). C’est la période de la Grande Dépression et Pope, pour gagner sa vie, fait paraître plusieurs livres à destination du grand public : Snakes Alives and How They Live (1937), Turtles of the United States and Canada (1939) et China’s Animal Frontier (1940).
En 1941, Pope obtient le poste de conservateur des amphibiens et des reptiles au Field Museum of Natural History de Chicago sous la direction de Karl Patterson Schmidt (1890-1957). Il se consacre alors à l’étude des salamandres. Il démissionne de son poste pour se consacrer à l’écriture et fait paraître The Reptile World (1955) et The Giant Snakes (1961).
Il était marié à Sarah Haydock Pope née Sarah Haydock Davis avec laquelle il a décrit Plethodon caddoensis.

## Quelques taxons décrits
- Amolops chunganensis (Pope, 1929)
- Amolops hongkongensis (Pope & Romer, 1951)
- Dinodon flavozonatum Pope, 1928
- Gekko hokouensis Pope, 1928
- Hyla sanchiangensis Pope, 1929
- Leptobrachium liui (Pope, 1947)
- Lycodon futsingensis (Pope, 1928)
- Opisthotropis kuatunensis Pope, 1928
- Pelophylax fukienensis (Pope, 1929)
- Plethodon caddoensis Pope & Pope, 1951
- Pseudoxenodon karlschmidti Pope, 1928
- Sinomicrurus kelloggi (Pope, 1928)
- Takydromus sylvaticus (Pope, 1928)
- Xenophrys kuatunensis (Pope, 1929)

## Source
- Kraig Adler (1989). Contributions to the History of Herpetology, Society for the study of amphibians and reptiles : 202 p.  (ISBN 0-916984-19-2)